# 目迫大輔
目迫 大輔（めさく だいすけ、1981年6月22日 - ）は、地方競馬の高知競馬場所属の調教師、元騎手（最終所属は細川忠義厩舎）である。勝負服の柄は胴赤・白十字襷、袖赤・白縦縞。笠松時代は胴緑・白星散らし、袖赤。千葉県出身、身長150cm、体重45kg、血液型A型。地方競馬教養センター騎手課程第77期生。同じ高知競馬場所属の元騎手・森井美香は妻。

## 来歴
2003年3月31日付けで地方競馬騎手免許を取得し、笠松競馬場後藤保厩舎からデビュー。同年4月2日第1回笠松競馬1日目第3競走サラ系3歳3組条件戦9番人気トゥーザイオンで初騎乗（10頭立て9着）。同年4月24日第2回笠松競馬2日目第1競走サラ系3歳7組条件戦をティアリンロココで優勝し、初勝利（10頭立て4番人気）。
2007年9月9日から12月8日まで高知競馬場で田中守厩舎所属として期間限定騎乗を行った。同年9月24日第9回高知競馬4日目第6競走E級イ条件戦をメイショウフォンテで優勝し、7戦目で高知競馬での初勝利をあげた。その後期間を2008年3月31日まで延長したが、更に延長を重ね結局10月14日付けで正式に移籍した。
2009年2月1日第17回高知競馬4日目第10競走第6回黒潮スプリンターズカップを6番人気マリスブラッシュで優勝し、重賞初制覇（10頭立て）。同年7月7日同じ高知競馬場の騎手である森井美香と入籍したことが発表された。
平成25年度第4回調教師試験に合格し、2014年3月31日付で調教師に転身した。騎手としての通算成績は3564戦138勝。
2015年10月11日の黒潮菊花賞を管理馬ペイシャクィーンで制し、調教師としての重賞初勝利を挙げる。